# Stilla invid Jesu hjärta får jag vila för min själ
Stilla invid Jesu hjärta får jag vila för min själ är en sång med text och musik av Edvin Johansson.

## Publicerad i
- Frälsningsarméns sångbok 1990 som nr 442 under rubriken "Helgelse".
- Sångboken 1998 som nr 117.